# Usha Vance

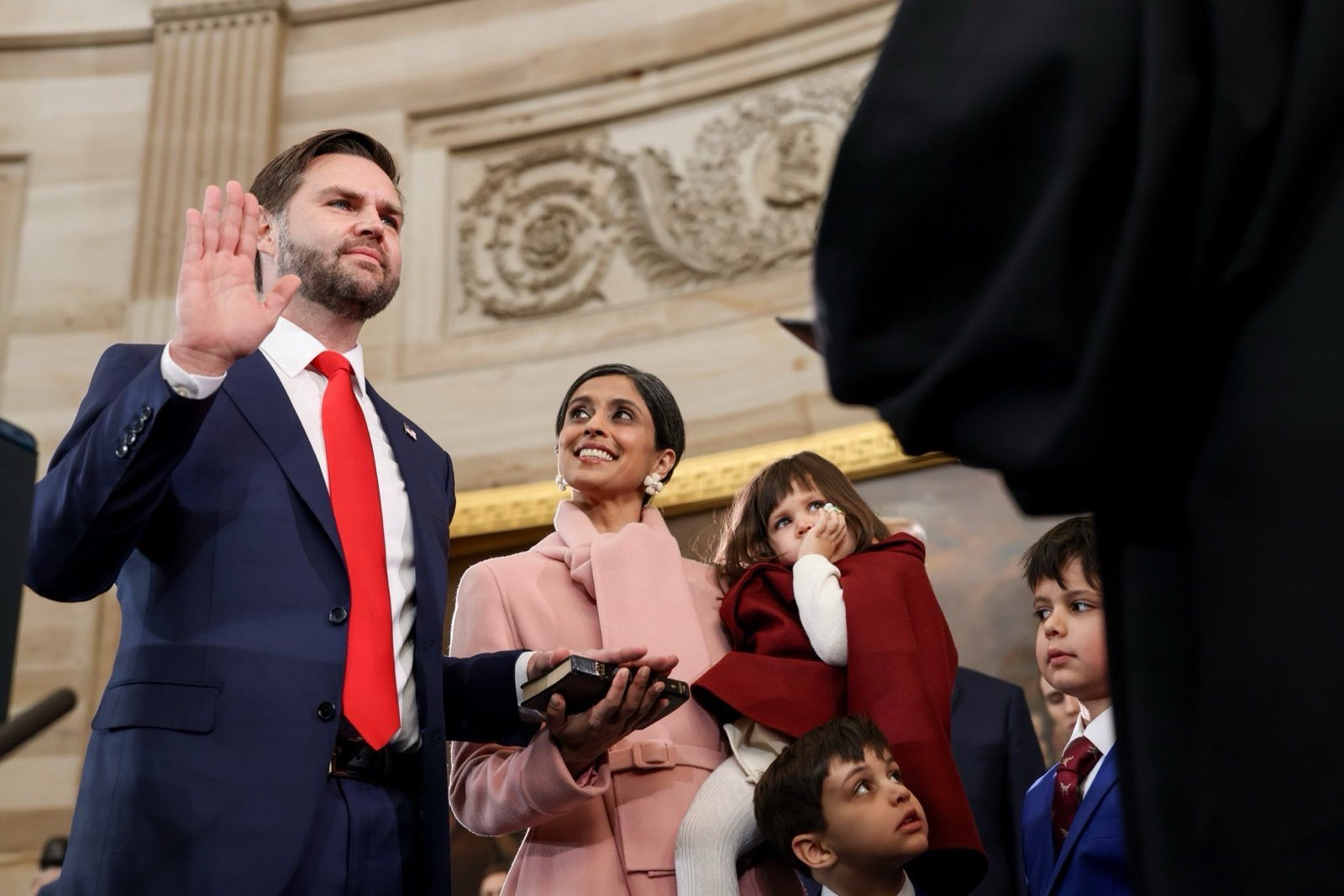
J. D. Vance alelnök eskütétele, mellette felesége, Usha Vance és gyermekeik (2025. január 20.)

Usha Chilukuri Vance (született: Chilukuri Usha Bala; San Diego, Kalifornia, 1986. január 6. –) amerikai jogász és ügyvéd. JD Vance alelnök felesége, 2025 január 20. óta az Egyesült Államok second ladyje, az első indiai-amerikai, aki betöltötte a pozíciót.

## Család
Usha Vance San Diegóban született telugu nyelvű, Andhra Pradeshból származó indiai bevándorlók gyermekeként. Szülei az 1980-as években vándoroltak ki az Egyesült Államokba; San Diego tehetős negyedében, Rancho Peñasquitosban nőtt fel. Édesapja, Krish Chilukuri az indiai IIT Madras gépészmérnöke és a San Diego State University (SDSU) oktatója; míg édesanyja, Lakshmi Chilukuri molekuláris biológus és a Kaliforniai Egyetem rektora. Van egy Shreya nevű nővére.

## Tanulmányok
San Diegóban a Mt. Carmel középiskolába járt, jó tanuló volt, az iskola zenekarában fuvolán játszott. Gyermekkori barátai „vezető típusként” és „könyvmolyként” jellemezték. A Yale Egyetemen folytatta tanulmányait, ahol a Phi Beta Kappa tagja volt. Történelem szakon summa cum laude végzett 2007-ben. A Yale-en töltött ideje alatt Vance önkéntes munkát végzett egy helyi általános iskolákban, cserkészcsapatvezető volt, emellett az Our Education, egy oktatáspolitikai kiadvány főszerkesztője lett. A diploma megszerzése után Yale-China Teaching Fellow-ként angol és amerikai történelmet tanított Kantonban a Szun Jat-szen Egyetemen.
Később Gates Cambridge-i ösztöndíjasként az angliai Cambridge-ben, a Clare College-ban tanult, és 2010-ben kora újkori történelemből szerzett PhD diplomát. 2013-ban Vance a Yale jogi karán szerzett jogdoktori diplomát, ahol a Yale Law Journal szerkesztője és a Yale Journal of Law & Technology főszerkesztője volt. A Yale jogi karán töltött ideje alatt részt vett a Supreme Court Advocacy Clinic, a Media Freedom and Information Access Clinic, az Iraqi Refugee Assistance Project és a Pro Bono Network programokban. Itt ismerkedett meg J. D. Vance-szel, aki az egyetemi évekre visszaemlékezve „briliánsnak” és magánál sokkal képzettebbnek nevezte.

## Karrier
A diplomái megszerzése után 2013-tól 2014-ig Amul Thapar bíró mellett ügyvédeskedett Kentuckyban, majd 2015-ig Brett Kavanaugh bíró mellett a District of Columbia Circuit fellebbviteli bíróságon. Később több szövetségi bíró alatt is dolgozott, köztük a Legfelsőbb Bíróság főbírájával John G. Roberts-szel, illetve Brett Kavanaugh bíróval is.
2019-ben Vance Washingtonban kezdett el jogászként dolgozni, 2024 júliusában feladta karrierjét, miután Donald Trump férjét választotta ki alelnökjelöltjének. Ettől kezdve tanácsadója lett férjének, vele utazott a kampányrendezvényekre, és időnként együtt lépett fel vele a színpadon rendezvényeken.
2025. január 20-án, amikor férje, J.D. Vance lett az Egyesült Államok alelnöke, Usha Vance lett a second lady, az első ázsiai és indiai származású second lady.

## Magánélet
Hindu vallású, Vance-szel három közös gyermekük van.
Még 2014-ben is demokrata előválasztásokon szavazott, de 2022-ben már regisztrált republikánus volt.
Férje 2016-os Vidéki ballada az amerikai álomról című emlékiratából készült filmben Freida Pinto játszotta.